# Chanson de la côte
La Chanson de la côte est une mélodie pour voix et piano de la compositrice française Claude Arrieu, écrite en 1954.

## Contexte et création
Claude Arrieu écrit sa Chanson de la côte en 1954 sur un texte de Charles Cros extrait de son recueil Le Coffret de santal. L'œuvre est publiée chez Ricordi en 1957.